# Alto el foc

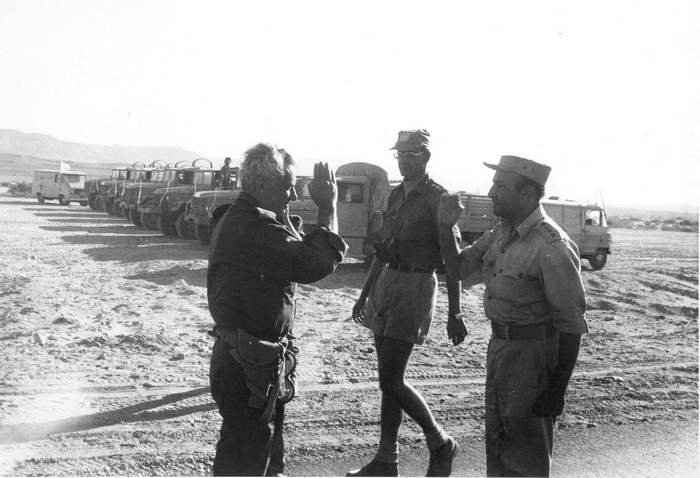
Alto el foc del 6 d'octubre del 1973 entre Egipte i Síria en el marc de la Guerra del Yom Kippur.

Un alto el foc (en plural, altos el foc), també anomenat cesseu el foc, és l'aturada temporal d'una guerra, o de qualsevol conflicte armat, en què els bàndols enfrontats acorden típicament com a part d’un procés polític, de consens mutu o bé de manera unilateral, el cessament de les hostilitats.
Els altos el foc es poden declarar com a part d'un tractat de pau formal, però també poden ser la demostració d'una voluntat d'entesa entre les parts enfrontades prèvia a la pau definitiva. Per tant, un alto al foc tracta d'enfocar més comprensivament i permanentment una possible solució per començar a negociar una conciliació mutua. Per exemple, el 29 de desembre del 1914, durant la Primera Guerra Mundial, durant l'anomenada Treva de Nadal, hi va haver un alto el foc transitori, no oficial, entre alemanys i britànics. No hi havia cap tractat signat, i de fet al cap d'uns quants dies es va reprendre la guerra.
Un exemple més recent d'alto el foc fou l'anunciat entre Israel i l'Autoritat Nacional Palestina el 8 de febrer del 2005. En el moment de l'anunci, el cap negociador palestí, Saeb Erakat, va definir l'alto el foc de la manera següent: "Hem acordat que, avui, el president Abbas declararà un cessament complet de la violència contra els israelians a tot arreu i que el primer ministre Xaron declararà un cessament complet de la violència i les activitats militars contra els palestins a tot arreu".
Un altre exemple més recent encara, en aquest cas d'un alto el foc unilateral, es va esdevenir el 22 de març del 2006, en què l'organització armada basca Euskadi ta Askatasuna (ETA) declarava un alto el foc permanent en les seves hostilitats contra els Governs espanyol i francès. Segons el comunicat d'ETA, "l'objectiu d'aquesta decisió és impulsar un procés democràtic a Euskal Herria per construir un nou marc en què siguin reconeguts els drets que com a poble ens corresponen" de manera que se "superi el conflicte de llargs anys i que [es] construeixi una pau basada en la justícia".